# Dorsifulcrum pinheyi
Dorsifulcrum pinheyi är en fjärilsart som beskrevs av Claude Herbulot 1979. Dorsifulcrum pinheyi ingår i släktet Dorsifulcrum och familjen mätare. Inga underarter finns listade i Catalogue of Life.